# Cupido bohemani
Cupido bohemani är en fjärilsart som beskrevs av Hans Daniel Johan Wallengren 1860. Cupido bohemani ingår i släktet Cupido och familjen juvelvingar. Inga underarter finns listade i Catalogue of Life.